# Fernando Peyroteo
Fernando Baptista Seixas Peyroteo, född 10 mars 1918 i Humpata, Portugisiska Västafrika (nuvarande Angola), död 28 november 1978 i Lissabon, var en portugisisk fotbollsspelare. 
Peyroteo ingick i den legendariska kedjan Os Cinco Violinos (De fem violinerna) i Sporting Lissabons glansdagar. Han spelade i Sporting från säsongen 1937/1938 till 1948/1949. Peyroteo vann fem ligatitlar i Primeira Liga, fyra cupguld, och var med i 20 landskamper för Portugal (1938-1947). I Sporting spelade Peyroteo 334 matcher, och i dem gjorde han sammanlagt 543 mål, vilket innebär ett snittrekord på drygt 1,6 mål per match vilket få om ens någon elitspelare matchar.